# قطعنامه ۱۷۹۲ شورای امنیت
قطعنامه ۱۷۹۲ شورای امنیت سازمان ملل متحد که در تاریخ ۱۹ دسامبر ۲۰۰۷ تصویب شد، سندی بین‌المللی دربارهٔ بررسی وضعیت در لیبریا است. این قطعنامه طی نشست ۵۸۱۰ام با ۱۵ رای موافق، ۰ مخالف و ۰ ممتنع تصویب شد.